# Cervera de Pisuerga (Gerichtsbezirk)
Der Gerichtsbezirk Cervera de Pisuerga ist einer der drei Gerichtsbezirke in der Provinz Palencia.
Der Bezirk umfasst 29 Gemeinden auf einer Fläche von 2.073,34 km² mit dem Hauptquartier in Cervera de Pisuerga.

## Gemeinden
| Gemeinde                           | Einwohner (2024) | Fläche km² | Dichte Einw./km² | Cod INE | Postleitzahl |
| ---------------------------------- | ---------------- | ---------- | ---------------- | ------- | ------------ |
| Aguilar de Campoo                  | 6.823            | 236,54     | 29               | 34004   | 34800        |
| Alar del Rey                       | 912              | 57,91      | 16               | 34005   | 34480        |
| Barruelo de Santullán              | 1.160            | 53,30      | 22               | 34027   | 34820        |
| Berzosilla                         | 47               | 19,61      | 2                | 34032   | 39250        |
| Brañosera                          | 253              | 62,48      | 4                | 34036   | 34829        |
| Castrejón de la Peña               | 320              | 106,40     | 3                | 34049   | 34850        |
| Cervera de Pisuerga                | 2.284            | 326,26     | 7                | 34056   | 34840        |
| Dehesa de Montejo                  | 135              | 43,78      | 3                | 34067   | 34484        |
| Dehesa de Romanos                  | 46               | 20,95      | 2                | 34068   | 34406        |
| Fresno del Río                     | 171              | 44,02      | 4                | 34073   | 34889        |
| Guardo                             | 5.548            | 62,83      | 88               | 34080   | 34880        |
| Mantinos                           | 145              | 25,53      | 6                | 34100   | 34889        |
| Micieces de Ojeda                  | 71               | 20,73      | 3                | 34107   | 34485        |
| Mudá                               | 80               | 6,81       | 12               | 34110   | 34839        |
| Olmos de Ojeda                     | 170              | 103,60     | 2                | 34114   | 34488        |
| Payo de Ojeda                      | 57               | 19,28      | 3                | 34124   | 34485        |
| La Pernía                          | 313              | 165,67     | 2                | 34904   | 34847        |
| Polentinos                         | 40               | 14,87      | 3                | 34134   | 34846        |
| Pomar de Valdivia                  | 490              | 80,16      | 6                | 34135   | 34813        |
| Prádanos de Ojeda                  | 181              | 21,32      | 8                | 34139   | 34486        |
| Respenda de la Peña                | 141              | 65,65      | 2                | 34151   | 34870        |
| Salinas de Pisuerga                | 329              | 21,20      | 16               | 34158   | 34830        |
| San Cebrián de Mudá                | 150              | 41,01      | 4                | 34160   | 34839        |
| Santibáñez de Ecla                 | 42               | 25,53      | 2                | 34170   | 34486        |
| Santibáñez de la Peña              | 934              | 111,74     | 8                | 34171   | 34870        |
| Triollo                            | 74               | 63,29      | 1                | 34185   | 34887        |
| Velilla del Río Carrión            | 1.129            | 198,94     | 6                | 34199   | 34886        |
| La Vid de Ojeda                    | 90               | 20,08      | 4                | 34093   | 34485        |
| Villalba de Guardo                 | 201              | 33,85      | 6                | 34214   | 34889        |
| Gerichtsbezirk Cervera de Pisuerga | 22.336           | 2.073,34   | 11               | –       | –            |